# Hypoctonus oatesii
Espèce
Hypoctonus oatesii est une espèce d'uropyges de la famille des Thelyphonidae.

## Distribution
Cette espèce se rencontre au Bangladesh et au Bhoutan.

## Description
Le mâle holotype mesure 27 mm.

## Étymologie
Cette espèce est nommée en l'honneur d'Eugene William Oates.

## Publication originale
- Pocock, 1900 : The fauna of British India, including Ceylon and Burma. Arachnida. London, p. 1-279 (texte intégral).